# 希尤鄉

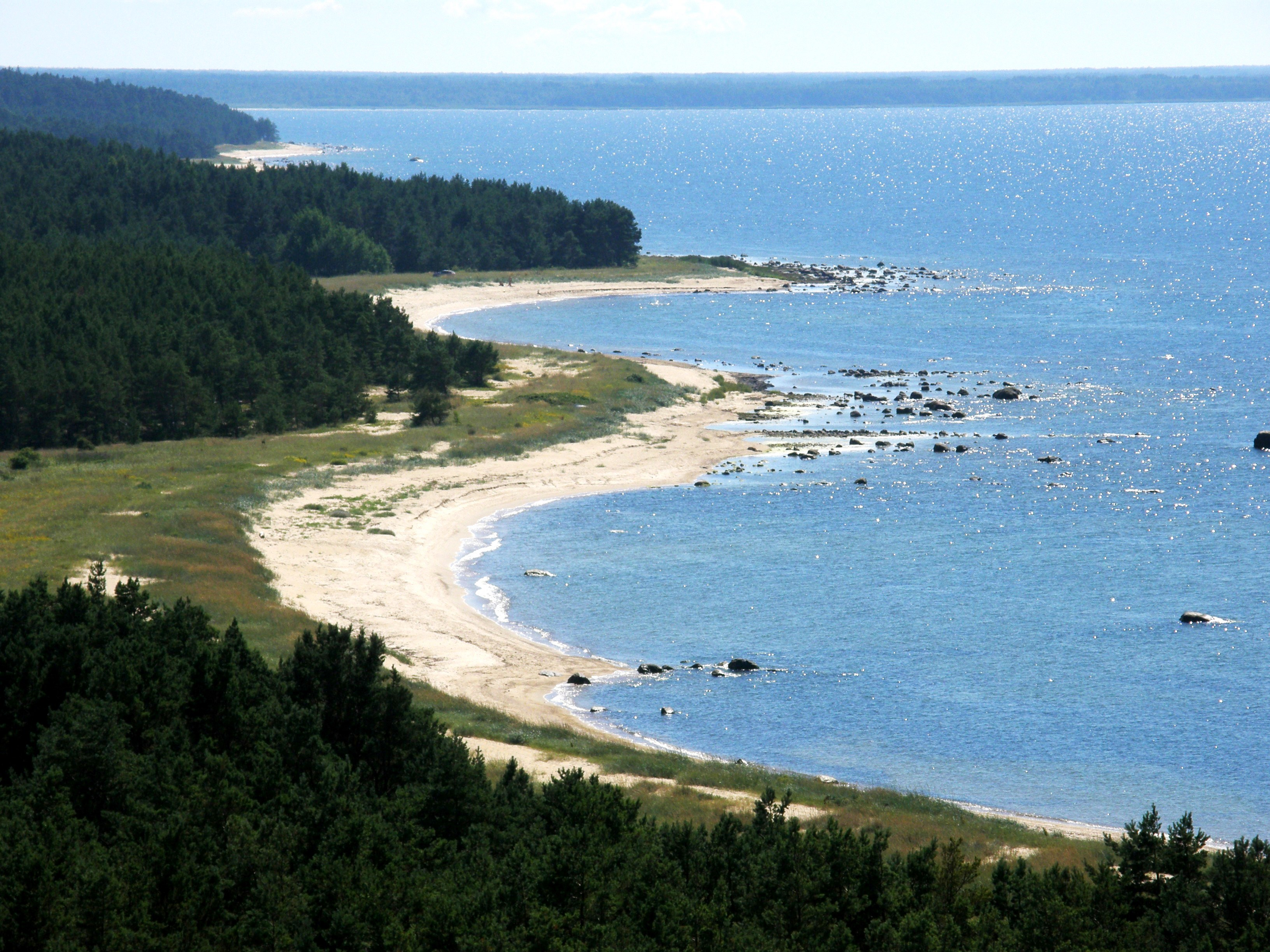
海滩风光

希尤鄉，曾是愛沙尼亞希尤縣的一個鄉村型市镇，位於該國西北部，行政中心設於凱爾德拉，面積388平方公里，2013年人口約5,000，人口密度每平方公里12.9人。
2017年爱沙尼亚行政改革后，希尤市镇与其他市镇一起合并为新的希乌马市镇。
59°00′N 22°45′E / 59.000°N 22.750°E